# سامانه بزرگراه‌های میان ایالتی

شبکه بزرگراه‌های بین ایالتی در ۴۸ ایالت آمریکا

شبکه بزرگراه‌های میان ایالتی دوایت آیزنهاور (به انگلیسی: Dwight D. Eisenhower National System of Interstate and Defense Highways)، به بزرگراه‌ها و آزادراه‌هایی در آمریکا گفته می‌شود که توسط رئیس جمهور سابق آمریکا دوایت آیزنهاور بنانهاده شد.
کل این سامانه در ۲۰۰۶ مجموعاً نزدیک به ۷۶٬۰۰۰ کیلومتر طول داشت، که بزرگترین سامانه بزرگراهی در دنیاست.

## شماره گذاری
بزرگراه‌هایی که در راستای شرقی-غربی قرار دارند عمدتاً با اعداد زوج، بزرگراه‌هایی که در راستای شمال-جنوب قرار دارند با اعداد فرد، و در هنگام عبور از شهرهای بزرگ به صورت کمربندی بوده و رقم سومی بدانها افزوده می‌گردد. به‌طور مثال، قسمتی از بزرگراه میان‌ایالتی ۱۰ که از شهر هیوستون عبور می‌کند بزرگراه میان‌ایالتی ۶۱۰ نام دارد، در حالیکه در هنگام عبور از سن آنتونیو بزرگراه میان‌ایالتی ۴۱۰ نام می‌گیرد.